# Парк Чангхи
Парк Чангхи, (кореј. 박정희; 14. новембар 1917 — 26. октобар 1979) био је корејски политичар и председник Јужне Кореје од 1962. до 1979. године. До убиства 1979. године, владао је као неизабрани војни моћник од 1961. до 1963. и као трећи председник земље од 1963. до 1979. године.
Пре него што је постао председник, био је војсковођа у Јужнокорејској војсци и био је други највиши официр у војсци. Први пут је дошао на власт након што је предводио војни удар 1961. године, чиме је привремена влада Друге републике окончана. Након што је две године служио као председник војне хунте, Врховног савета за националну обнову, изабран је за председника 1963. године, улазећи у Трећу републику. У настојању да уведе Јужну Кореју у развијени свет, Парк је започео низ економских политика које су донеле брз економски раст и индустријализацију нацији која је на крају постала позната као Чудо на реци Хан. Као резултат тога, Јужна Кореја је током 1960-их и 1970-их имала једну од најбрже растућих националних економија.
Иако је био популаран током 1960-их, до 1970-их, како је раст почео да се успорава, Паркова популарност је почела да опада. Ово је резултирало ужим победама него што се очекивало током Јужнокорејских председничких избора 1971. и накнадних парламентарних избора. Након тога, 1972. Парк је прогласио ванредно стање и изменио устав у високо ауторитарни документ, назван Јушински устав, којим је уведена Четврта република. За то време, политичка опозиција и неслагање су стално потискивани, а Парк је имао потпуну контролу над медијима и војском.
Парк је преживео неколико покушаја атентата, укључујући две операције повезане са Северном Корејом. Након студентског устанка касније познатог као Бу-Ма демократски протести, Парка је 26. октобра 1979. године убио његов блиски пријатељ Ким Јеј-гју, директор Централне обавјештајне агенције Кореје, у безбедној кући у Сеулу. Кима је смртоносно упуцао и Ча Ји-чул, начелник Председничке службе безбедности. Ким и његови саучесници били су мучени, осуђивани и погубљени због атентата, док је Чој Кју-хах постао вршилац дужности председника у складу са чланом 48 Јушинског устава. Генерал-мајор Чун Ду-хван брзо је стекао огромна овлашћења након што је његова Команда за одбрану безбедности била задужена да истражи атентат, прво преузимајући контролу над војском и KCIA пре него што је упоставила још једну војну хунту и коначно преузела председничку дужност 1980. Да ли је атентат био спонтан или смишљен је питање које и данас остаје нејасно, те се о мотивацијама Ким Јеј-гјуа још увек расправља.
Економски раст настављен је и након Паркове смрти и након значајних политичких превирања након његовог убиства и војног удара 12. децембра, након чега је дошло до демократизације земље. Каснији председници били су политички активиста Ким Деџунг, који је ухапшен под Парковим режимом и касније осуђен на смртну казну која је брзо укинута, делимично захваљујући наговарању званичника Сједињених Држава. Парк је контроверзна личност у модерном јужнокорејском политичком дискурсу и међу јужнокорејским становништвом генерално због своје диктатуре и недемократских начина. Док му неки приписују заслуге за одржавање Чуда на реци Хан, које је преобликовало и модернизовало Јужну Кореју, други критикују његов ауторитарни начин управљања земљом (посебно после 1971. године), као и давање приоритета економском расту и измишљеном друштвеном поретку на рачун грађанских слобода.
Године 2012, отворена је Председничка библиотека и музеј Парк Чунг Џиа. Његова најстарија кћерка, Парк Гун-хје постала је 25. фебруара 2013. прва жена председник Јужне Кореје. Она је опозвана и смењена са функције 10. марта 2017. године због скандала злоупотребе утицаја. Она је осуђена је на 24 године затвора у априлу 2018.

## Биографија
Рођен је 1917. године месту Гуми-си, близу Тегуа. Корејом је тада владао Јапан. Био је пето дете у сиромашној породици.
Завршио је учитељску школу, те се једно време бавио тим послом. Касније је отишао у војску, а школовао се на војним школама, које је Јапан тада основао. Служио је и у јапанској марионетској држави Манџукуо. Из војске је нечасно отпуштен са чином поручника.
Касније је поновно враћен у војну службу, те се притом истакао. Након завршетка Другог светског рата, Кореја је подељена, а на југу је као први председник независне Јужне Кореје био изабран Сингман Ри. Његових 12 година обележиле су корупција и репресија.
Коначно су студенти подигли устанак и Ри је дао оставку и напустио земљу. Наступио је период ослабљене власти. Био је устоличен привремени председник, али је стварну власт држао премијер. Премијер и председник су били у сукобу, а кабинет је био мењан три пута у пет месеци.
Незадовољство стањем је расло, да би коначно генерал Парк извео 15. јуна 1961. ненасилни војни удар и преузео власт. Првобитно је такав потез био прихваћен с одушевљењем, а страним војницима је речено да се не мешају. Идуће године је Парк преузео функцију председника Јужне Кореје.
Ускоро је била основана јужнокорејска ЦИА, КЦИА, која је имала веома велике овласти кад се радило о обрачуну с противницима власти. Међу главним противницима против Паркове власти били су каснији председници Ким Дај-јунг и Ли Мјанг-бак. Велики су протести избили када је Парк нормализовао односе с Јапаном, бившим окупатором.
БДП Јужне Кореје био је само 72 долара по глави становника. Парк је повећао тај износ 20 пута и увео индустријализацију. Првобитно слављен као спасилац државе, постао је диктатор. Променио је устав Јужне Кореје и продужио мандат председника.
Покушана су два атентата на њега. Први покушај десио се 21. јануара 1968. године. При другом покушају, 15. августа 1974, атентатор му је убио жену. Дана 26. октобра 1979, хицима из пиштоља убио га је тадашњи шеф КЦИА-е, Ким Јај-кју. Касније се оправдавао да је Парк био претња за развој демократије у Јужној Кореји.
Као предани будиста, Парк Чангхи је сахрањен на Националном гробљу у Сеулу. Његова кћерка Парк Геун Хје, бивша председница Јужне Кореје (2013—2017), у затвору је и служи 25 година робије на основу корупције.